# テレビまんが主題歌のあゆみ
『テレビまんが主題歌のあゆみ』（テレビまんがしゅだいかのあゆみ）は、日本コロムビアより1987年2月21日にリリースされたアニメソングのコンピレーション・アルバムである。

## 解説
- 本作は1963年から1970年までTV放送開始されたアニメの主題歌（番組放送当時に日本コロムビアから発売された主題歌シングルのA面）をCD 2枚組で全54曲収録している。
- 『宇宙人ピピ』は、正確には実写とアニメの合成作品だが、本作に収録されている。

## 収録曲

### DISC 1
```
 1. 『
鉄腕アトム
』から「鉄腕アトム」
[
1
]

 2. 『
鉄人28号
』から「鉄人28号」
[
2
]

 3. 『
狼少年ケン
』から「狼少年ケン」
 4. 『
少年忍者風のフジ丸
』から「少年忍者風のフジ丸」
[
3
]

 5. 『
ビッグX
』から「ビッグX」
 6. 『
スーパージェッター
』から「スーパー・ジェッター」
 7. 『
宇宙パトロールホッパ
』から「宇宙パトロール ホッパ」
 8. 『
宇宙人ピピ
』から「宇宙人ピピ」
 9. 『
宇宙エース
』から「星の炎に」
 10. 『
宇宙少年ソラン
』から「宇宙少年ソラン」
 11. 『
W3
』から「ワンダー3」
 12. 『
オバケのQ太郎
』から「オバQ音頭」
 13. 『
ハッスルパンチ
』から「ハッスルパンチの歌」
 14. 『
おそ松くん
』から「おそ松くん」
 15. 『
レインボー戦隊ロビン
』から「レインボー戦隊ロビン」
 16. 『
海賊王子
』から「海賊王子」
 17. 『
ハリスの旋風
』から「ハリスの旋風」
 18. 『
遊星仮面
』から「遊星仮面」
 19. 『
ロボタン
』から「ロボタンの歌」
[
4
]

 20. 『
ジャングル大帝
』から「ジャングル大帝」
 21. 『
魔法使いサリー
』から「魔法使いサリー」
[
5
]

 22. 『
悟空の大冒険
』から「悟空の大冒険マーチ」
 23. 『
黄金バット
』から「黄金バット」
 24. 『
マッハGoGoGo
』から「マッハ・ゴー・ゴー・ゴー」
[
6
]

 25. 『
リボンの騎士
』から「リボンの騎士」
 26. 『
パーマン
』から「ぼくらのパーマン」
[
7
]

 27. 『
冒険ガボテン島
』から「冒険ガボテン島」
 28. 『
おらあグズラだど
』から「グズラ音頭」
 29. 『
ゲゲゲの鬼太郎
』から「
ゲゲゲの鬼太郎
」
[
8
]
```

### DISC 2
```
 1. 『
巨人の星
』から「行け行け飛雄馬」
[
9
]

 2. 『
アニマル1
』から「アニマル1のうた」
[
10
]

 3. 『
サイボーグ009
』から「サイボーグ009」
 4. 『
あかねちゃん
』から「あかねちゃん」
 5. 『
ファイトだ!!ピュー太
』から「ファイトだ！！ピュー太」
 6. 『
怪物くん
』から「おれは怪物くんだ」
 7. 『
サスケ
』から「サスケ」
 8. 『
佐武と市捕物控
』から「佐武と市」
 9. 『
妖怪人間ベム
』から「妖怪人間ベム」
 10. 『
ひみつのアッコちゃん
』から「ひみつのアッコちゃん」
 11. 『
ウメ星デンカ
』から「ウメ星デンカがこんにちは」
 12. 『
紅三四郎
』から「紅三四郎」
[
11
]

 13. 『
どろろ
』から「どろろの歌」
 14. 『
男一匹ガキ大将
』から「男一匹ガキ大将」
 15. 『
タイガーマスク
』から「タイガー・マスク」
[
9
]
[
12
]

 16. 『
ハクション大魔王
』から「ハクション大魔王のうた」
 17. 『
ムーミン
』から「ねえ！ムーミン」
[
13
]

 18. 『
アタックNo.1
』から「アタックNo.1」
[
9
]

 19. 『
あしたのジョー
』から「あしたのジョー」
 20. 『
昆虫物語みなしごハッチ
』から「みなしごハッチ」
 21. 『
赤き血のイレブン
』から「赤き血のイレブン」
 22. 『
男どアホウ!甲子園
』から「男どアホウ！甲子園」
 23. 『
キックの鬼
』から「キックの鬼」
[
14
]

 24. 『
いなかっぺ大将
』から「大ちゃん数え唄」
 25. 『
魔法のマコちゃん
』から「魔法のマコちゃん」
```